# التطعيم ضد فيروس كورونا في إسرائيل
بدأ برنامج التلقيح ضد كوفيد-19 في إسرائيل، والذي سمي رسميًا باسم «أعطِ كتفًا» (بالعبرية: לתת כתף)، في 19 ديسمبر عام 2020، وأُثني عليه لسرعته، بعد أن تلقى عشرون في المئة من سكان إسرائيل الجرعة الأولى من اللقاح ذي الجرعتين في غضون ثلاثة أسابيع.
حتى تاريخ 26 يونيو 2021، تلقى حوالي 64% من الإسرائيليين المؤهلين جرعة واحدة على الأقل (وسبقوا العالم ببلوغ نسبة متلقي الجرعتين 60%)، ما جعل إسرائيل واحدة من الشعوب ذات أعلى معدلات التلقيح الفردي في العالم. ساهمت حملات التلقيح المنسقة من قبل السلطات الصحية في البلاد، باستخدام قواعد بيانات المعلومات الشخصية للمرضى الإسرائيليين، في نجاح إسرائيل في تلقيح نسبة عالية من سكانها في فترة زمنية قصيرة مقارنة بباقي أنحاء العالم.

## خلفية
ساهمت العديد من العوامل في التوزيع السريع للقاحات في دولة إسرائيل. يعتبر تعداد سكان إسرائيل أصغر في المتوسط من العديد من البلدان المتقدمة الأخرى، إذ تزيد أعمار 12% من سكانها عن 65 عامًا. (التركيبة السكانية في إسرائيل)
تعد مساحة إسرائيل أصغر من العديد من الدول المتقدمة الأخرى. يبلغ عدد سكانها الصغير نسبيًا حوالي 9.3 مليون شخص وتتمتع بكثافة سكانية عالية (424 نسمة/ كم مربع). اعتُبرت استجابة إسرائيل المنظمة فيما يتعلق بتأمين اللقاحات وتخزينها وتوزيعها منسقة جيدًا عمومًا. يعود الفضل في هذا الأمر جزئيًا إلى الطبيعة المركزية لنظام الحكومة الإسرائيلية، والتي لا توكل الهيئات الحكومية الأدنى على مستوى الدولة مهمة اتخاذ القرارات المتعلقة بالسياسة الصحية على سبيل المثال. اشترت الدولة كمية كبيرة من لقاحات كوفيد-19 من فايزر بيونتيك مقارنة بتعداد سكانها في وقت مبكر من ديسمبر 2020. في مايو 2020، أبرمت الدولة اتفاقيات مع الشركات التي كانت تطور لقاحات مثل موديرنا.

### اللقاحات تحت الطلب
| اللقاح        | الموافقة | النشر |
| فايزر-بيونتيك | نعم      | نعم   |
| موديرنا       | نعم      | نعم   |

### اللقاحات في المرحلة التجريبية
| اللقاح                              | النوع (التقنية)       | المرحلة الأولى | المرحلة الثانية | المرحلة الثالثة |
| فايزر-بيونتيك                       | الحمض النووي الريبوزي | تمت            | تمت             | تمت             |
| المعهد الاسرائيلي للبحوث البيولوجية | ناقلات فيروسية        | قيد العمل      | قيد العمل       | لم تبدأ بعد     |